# Cardinal Health
Cardinal Health — американская компания, специализирующаяся на дистрибуции лекарственных средств. Штаб-квартира компании располагается в Даблине, Огайо. В списке крупнейших компаний мира Forbes Global 2000 за 2021 год заняла 349-е место (28-е по размеру выручки, 489-е по чистой прибыли, 781-е по активам и 1027-е по рыночной капитализации). В списке Fortune Global 500 компания оказалась на 30-м месте (на 14-м среди компаний США).

## История
Компания была основана в 1971 году американским бизнесменом Робертом Уолтером и называлась тогда Cardinal Foods, специализируясь на оптовой торговле продуктами питания (компания названа по птице красный кардинал, символе штата Огайо). После приобретения в 1979 году Bailey Drug компания начала заниматься дистрибуцией лекарств под наименованием Cardinal Distribution. В 1983 году акции компании прошли листинг на бирже NASDAQ, вырученные средства пошли на поглощение небольших дистрибьюторов лекарств в восточной части США. К концу 1980-х годов компания занимала 4 % рынка оптовой торговли медикаментами в США. Слияние в 1994 году с Whitmire Distribution вывело Cardinal на третье место на этом рынке. В 1995 году компания начала розничную торговлю лекарствами, купив Medicine Shoppe International, управлявшую сетью из более, чем тысячи аптек. В 1996 году была куплена компания по упаковке лекарств PCI Services, Inc.

## Деятельность
Выручка компании за финансовый год, закончившийся 30 июня 2021 года, составила 162,5 млрд долларов, расходы на приобретение товаров — 155,7 млрд долларов.
Значительная часть продаж компании приходится на подразделения распространения медикаментов медицинских страховщиков США, в частности CVS Health (26 % выручки) и UnitedHealth Group (15 %).
Подразделения по состоянию на июнь 2021 года:
- Фармацевтическое подразделение — распространение лекарственных средств в аптеки и медицинские учреждения, упаковка медикаментов для розничной торговли; выручка 145,8 млрд долларов.
- Медицинское подразделение — производство и распространение медицинских и лабораторных товаров под собственным брендом в США, Канаде, а также в ряде стран Европы и Азии; выручка 16,7 млрд долларов.